# Gobi-Sümber-Aimag
Gobi-Sümber-Aimag este un aimag (provincie) în Mongolia.